# Vampire (canción)
«Vampire» (estilizado en minúsculas; en español: Vampiro) es una canción interpretada por la cantautora estadounidense Olivia Rodrigo. Fue lanzada como el sencillo principal de su segundo álbum de estudio Guts (2023) el 30 de junio de 2023 por Geffen Records. Rodrigo coescribió la canción junto a su colaborador de Sour (2021), Dan Nigro. Otra balada, «Vampire», está impulsada por el piano y una instrumentación de rock que incluye guitarras eléctricas, sintetizadores y batería programada. También se lanzó un videoclip acompañante de la canción dirigido por Petra Collins el 30 de junio. 
La canción alcanzó el número uno en Australia, Irlanda, Nueva Zelanda, Reino Unido y debutó en el top del Billboard Hot 100 de Estados Unidos, convirtiéndose en el tercer sencillo de Rodrigo en encabezar las listas de los cuatro países y el tercer sencillo de la cantante en debutar directamente en el número 1 de la lista de Billboard junto con «Drivers License» y «Good 4 U». Además, ha llegado al top 10 de las listas en Alemania, Islandia, los Países Bajos y Noruega.

## Antecedentes
En 2020, Olivia Rodrigo firmó un contrato con Geffen e Interscope Records con la intención de lanzar un EP al año siguiente. Coescribió la canción «Drivers License» con el productor Dan Nigro, que se lanzó como su sencillo debut y se convirtió en un éxito inesperado; Billboard lo declaró uno de los éxitos «más dominantes» en la historia de las listas de Estados Unidos. Lanzó su álbum de estudio debut, Sour, en mayo de 2021. El álbum logró otro sencillo número uno en el Billboard Hot 100 de Estados Unidos, «Good 4 U» (2021).
En una entrevista de 2022, Rodrigo reveló que ya había decidido un título para su segundo álbum de estudio y que tenía «algunas canciones» listas para él. Más tarde ese año, confirmó que estaba trabajando en nuevo material con Nigro y que se lanzaría en 2023. El 2 de junio de 2023, el sitio web de Rodrigo se actualizó con un reloj que cuenta regresivamente hasta el 30 de junio.
El 13 de junio de 2023, Rodrigo anunció que el primer sencillo de su segundo álbum de estudio se titularía «Vampire». Reveló la portada de la canción y anunció su lanzamiento para el 30 de junio de 2023. Está coescrita por ella y Nigro. Se publicó un comunicado de prensa coincidiendo con su anuncio, que insinuaba que «Vampire» presentará el sonido de una músico segura de sí misma que está completamente a cargo y desprende madurez y audacia. La portada muestra a Rodrigo con «unos labios oscuros y vendajes morados en forma de cruz en el cuello», según Steffanee Wang de Nylon, lo que indica que «podría inclinarse hacia el pop gótico y sombrío». Billboard escribió que los vendajes representan «la ubicación de una herida de colmillo de vampiro».

## Letra y composición
«Vampire» tiene una duración de tres minutos y 39 segundos. Nigro produjo la canción y se encargó de la programación de percusiones, además de tocar la guitarra, batería, bajo, piano y sintetizadores, Benjamin Romans con créditos en piano, Paul Cartwright en viola y violín, Sam Stewart en guitarra eléctrica y Sterling Laws en batería. Fue grabada en Amusement Studios en Los Ángeles y mezclada por Serban Ghenea.
«Vampire» es un tema pop con tinques góticos y pop rock en una nota de Fa mayor con un tempo lento de 67 PPM en tiempo normal. Inicia como una balada en piano, similarmente a «Drivers License» de acuerdo a Jason Lipshutz de Billboard, y transformándose finalmente en una melodía «pop rock épica llena de percusiones agitadas y dramáticas cantos». En la letra, Rodrigo emplea un lenguaje crítico hacia una persona no identificada, incluyendo en el coro «chupasangre, buscafama, dejándome sin sangre como un maldito vampiro». Rodrigo realiza distintas referencias a vampiros, y en una estrofa menciona «debería haber sabido que era extraño el que sólo aparecieras de noche».
Rodrigo declaró que había «demasiado trasfondo de vampiros que podría aplicarse» y en el que consideró haber encontrado una «divertida composición aterrizada» en él. También se reveló que la visión de ella y Nigro para la canción era «el aumento de crescendo durante todo el tiempo y reflejar la ira reprimida que se tiene en cierta situación».

## Recepción crítica
«Vampire» recibió aclamación universal a la par de su lanzamiento. Laura Snapes de The Guardian otorgó cinco estrellas de cinco al tema e indicó que el pre-coro «tiene un aturdimiento fantasioso que se ha convertido en un sello característico de Rodrigo». Pitchfork lo nombró como «Tema de la Semana», con Quinn Moreno opinando que testificó «la innegable química compositora» de Nigro y Rodrigo. Abby Jones y Jo Vito de Consequence percibieron que la canción «florece a un medio para la interpretación cándida y emocional de Rodrigo», y que «los arreglos dan apertura un ritmo energético, afín a los temas más animados de Sour» después del segundo verso. Justin Curto de Vulture lo denominó como «una interpretación completa» que presenta «cada línea sonando más agotada emocionalmente que la anterior», y escribió que la lírica de Rodrigo «mantiene el encanto específico de las pistas de Sour mientras va adquiriendo un toque más inteligente».
| Medio                | Lista                                                     | Puesto | Ref.   |
| -------------------- | --------------------------------------------------------- | ------ | ------ |
| BBC                  | Las mejores canciones del 2023                            | 5      | [ 23 ] |
| Billboard            | Las 100 mejores canciones de 2023: selección del personal | 30     | [ 24 ] |
| Entertainment Weekly | Las 10 mejores canciones del 2023                         | 3      | [ 25 ] |
| The Guardian         | Las 20 mejores canciones del 2023                         | 7      | [ 26 ] |
| The New York Times   | Las mejores canciones del 2023 de Lindsay Zoladz          | 1      | [ 27 ] |
| NME                  | Las 50 mejores canciones del 2023                         | 4      | [ 28 ] |
| Pitchfork            | Las 100 mejores canciones del 2023                        | 52     | [ 29 ] |
| Vulture              | Las mejores canciones del 2023                            | 1      | [ 30 ] |

## Video musical
El 27 de junio de 2023, YouTube Shorts compartió un tráiler en el que Rodrigo aparece recostada en pasto antes de ser cubierta por una densa neblina mientras una porción del tema se escucha en guitarra eléctrica, del que Billboard dedujo se trataba música de ambiente del video. Un segundo tráiler mostró a la cantante recostada bajo una luna llena mientras música instrumental de piano se reproducía. Petra Collins—quien anteriormente ya ha trabajo con Rodrigo en 2021 para el contenido visual de sus sencillos «Good 4 U» y «Brutal»—dirigió el video, el cual fue estrenado el 30 de junio de 2023. Horas antes de su estreno, Rodrigo realizó una premier en el evento exclusivo YouTube Space en Playa Vista, Los Ángeles.
Filmado en Los Ángeles, el video musical de «Vampire» contiene referencias de vampiros «sin ser muy obvias». En el video, Rodrigo interpreta el tema en un campo etéreo de flores. Una vez que se revela que en realidad está realizando una presentación en una entrega de premios, es golpeada por una inmensa lámpara de luz al momento de desplomarse. A la par con el crecimiento de ritmo de la canción, Rodrigo, quien tiene una severa herida en su hombro, continúa su interpretación mientras su rostro y vestuario están salpicados con sangre. Cuando guardias de seguridad la rodean e intentan escoltarla fuera del escenario, ella escapa y comienza a sentirse abrumada mientras corre hacia la salida del teatro. Los guardias la continúan persiguiendo a través de la ciudad, donde el video finalmente culmina con Rodrigo elevándose hacia el cielo anocheciendo.

## Presentaciones en vivo

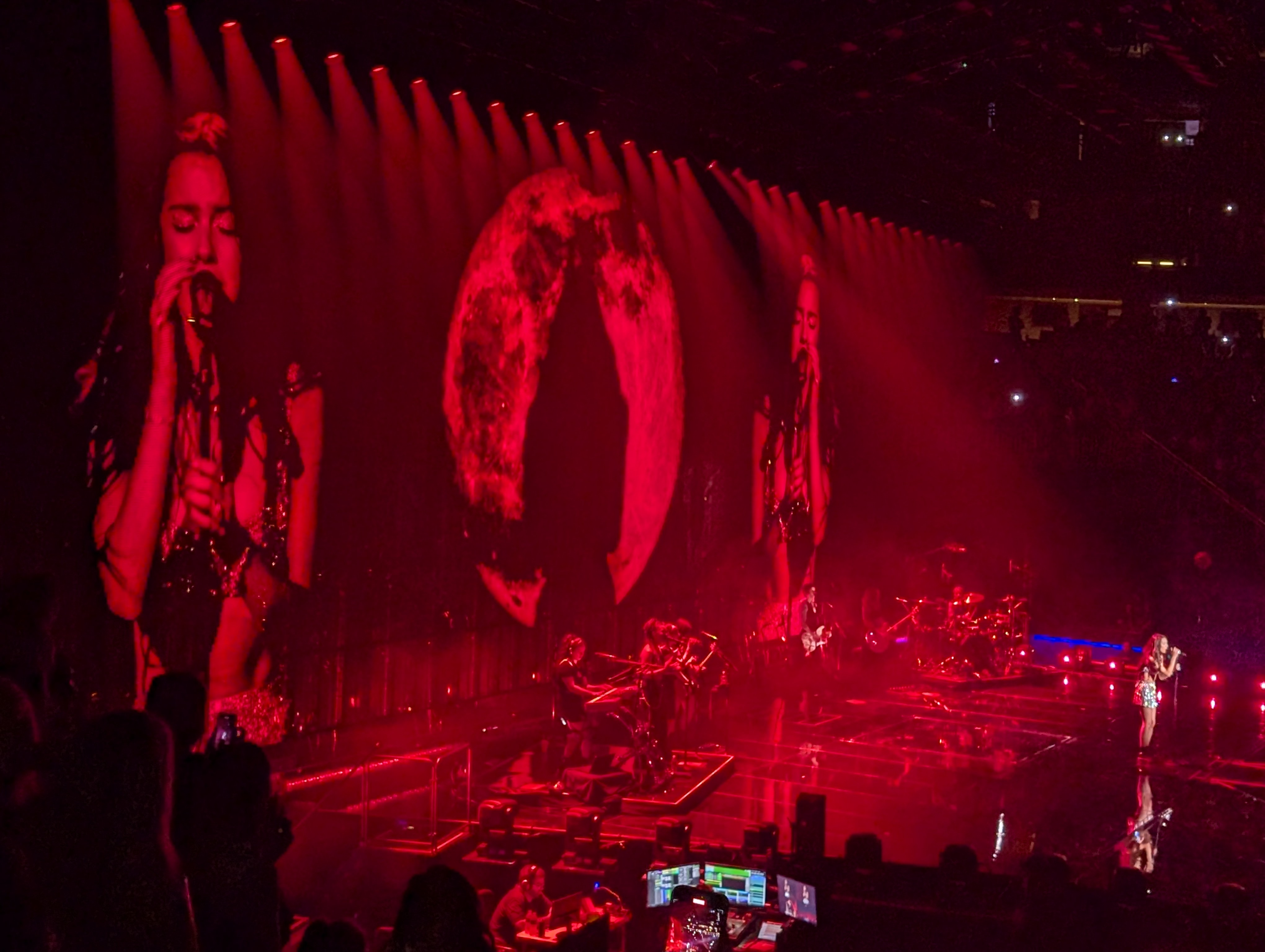
Rodrigo cantando "Vampire" en State Farm Arena en Atlanta el 23 de julio de 2024.

La primera presentación de «Vampire», la cual se realizó en piano, fue publicada en el canal oficial de YouTube de Rodrigo el 6 de junio de 2023. Durante la ceremonia de los MTV Video Music Awards 2023 el 12 de septiembre, interpretó nuevamente el tema junto con «Get Him Back!». Rodrigo interpretó la canción en DayDay el 26 de septiembre y en  Live Lounge el 2 de octubre de la BBC. El 9 de octubre, Rodrigo interpretó una versión acústica de la canción en su concierto de una sola noche, An Evening With Olivia Rodrigo, en Los Ángeles. La canción fue parte de su set en las fechas de diciembre de 2023 en Los Ángeles y Nueva York del Jingle Ball Tour 2023 de iHeartRadio. En febrero de 2024, interpretó la canción en vivo nuevamente en los 66.ª edición de los Premios Grammy. "Vampire" fue incluida en el repertorio del Guts World Tour.

## Créditos y personal
- Olivia Rodrigo – composición, interpretación
- Dan Nigro – producción, composición, producción vocal, guitarra, percusiones, piano, bajo, sintetizador, programación de percusiones, coros
- Benjamin Romans – piano
- Paul Cartwright – viola, violín
- Sam Stewart – guitarra eléctrica
- Sterling Laws – percusiones
- Serban Ghenea – mezcla
- Bryce Bordone – asistente de mezcla

## Posicionamiento en listas
| Listas (2023)                         | Mejor posición |
| ------------------------------------- | -------------- |
| Alemania (Offizielle Deutsche Charts) | 10             |
| Australia (ARIA)                      | 1              |
| Austria (Ö3 Austria Top 40)           | 8              |
| Bélgica (Flandes) (Ultratop 50)       | 31             |
| Bélgica (Valonia) (Ultratop 50)       | 4              |
| Canadá (Canadian Hot 100)             | 1              |
| Croacia (HRT)                         | 10             |
| Dinamarca (Tracklisten)               | 29             |
| Estados Unidos (Billboard Hot 100)    | 1              |
| Filipinas (Billboard)                 | 5              |
| Finlandia (OFC)                       | 37             |
| Francia (SNEP)                        | 45             |
| Grecia (IFPI)                         | 3              |
| Hong Kong (Billboard)                 | 15             |
| Hungría (Single Top 40)               | 14             |
| Irlanda (IRMA)                        | 1              |
| Islandia (Plötutíðindi)               | 9              |
| Israel (Media Forest)                 | 1              |
| Italia (FIMI)                         | 46             |
| Japón (Billboard Japan)               | 1              |
| Líbano (Lebanese Top 20)              | 5              |
| Letonia (LAIPA)                       | 9              |
| Luxemburgo (Billboard)                | 10             |
| Malasia (Billboard)                   | 5              |
| Malasia (RIM)                         | 2              |
| Noruega (VG-lista)                    | 6              |
| Nueva Zelanda (Recorded Music NZ)     | 1              |
| Países Bajos (Dutch Top 40)           | 14             |
| Países Bajos (Mega Single Top 100)    | 4              |
| Panamá (Monitor Latino)               | 13             |
| Polonia (Polish Streaming Top 100)    | 22             |
| Portugal (AFP)                        | 7              |
| Reino Unido (OCC)                     | 1              |
| Sudáfrica (Billboard)                 | 24             |
| Suecia (Sverigetopplistan)            | 20             |
| Suiza (Schweizer Hitparade)           | 15             |
| Singapur (RIAS)                       | 3              |
| Vietnam (Vietnam Hot 100)             | 3              |

## Logros y reconocimientos
| Año  | Ceremonia de premiación | Premio                           | Resultado | Ref.                 |
| ---- | ----------------------- | -------------------------------- | --------- | -------------------- |
| 2023 | MTV Video Music Awards  | Video del año                    | Nominado  | [ 83 ] [ 84 ] [ 85 ] |
| 2023 | MTV Video Music Awards  | Canción del año                  | Nominado  | [ 83 ] [ 84 ] [ 85 ] |
| 2023 | MTV Video Music Awards  | Mejor video pop                  | Nominado  | [ 83 ] [ 84 ] [ 85 ] |
| 2023 | MTV Video Music Awards  | Mejor edición                    | Ganador   | [ 83 ] [ 84 ] [ 85 ] |
| 2023 | MTV Video Music Awards  | Mejor cinematografía             | Nominado  | [ 83 ] [ 84 ] [ 85 ] |
| 2023 | MTV Video Music Awards  | Canción del verano               | Nominado  | [ 83 ] [ 84 ] [ 85 ] |
| 2023 | BreakTudo Awards        | Canción del año                  | Pendiente | [ 86 ]               |
| 2023 | MTV Europe Music Awards | Mejor canción                    | Nominado  | [ 87 ]               |
| 2023 | MTV Europe Music Awards | Mejor video                      | Nominado  | [ 87 ]               |
| 2023 | NRJ Music Awards        | Video internacional del año      | Pendiente | [ 88 ]               |
| 2024 | Grammy Awards           | Grabación del año                | Nominada  | [ 89 ]               |
| 2024 | Grammy Awards           | Canción del año                  | Nominada  | [ 89 ]               |
| 2024 | Grammy Awards           | Mejor interpretación pop solista | Nominada  | [ 89 ]               |

## Historial de lanzamiento
| Región | Fecha               | Formato(s)                                   | Discográfica(s)       | Ref.   |
| ------ | ------------------- | -------------------------------------------- | --------------------- | ------ |
| Varios | 30 de junio de 2023 | 7" Descarga digital sencillo en CD streaming | Geffen Records        | [ 90 ] |
| Italia | 7 de julio de 2023  | Radio airplay                                | Universal Music Group | [ 91 ] |